# Езерские
Езерские (пол. Jezierski) — польские и белорусские дворянские роды:
- Первый из них, герба Прус, восходит к середине XVI в. и внесён в родословные книги дворян Царства Польского[1].
- Другой род Езерских, герба Рогаля, имеет прозвище Левальт. Он восходит к началу XVII века и разделился на несколько ветвей, внесённых в VI и I части родословной книги Волынской, Гродненской, Киевской, Ковенской, Минской[2], Могилёвской[3] и Подольской губерний. К нему принадлежали генерал-майор Семён Иванович Езерский и Езерский, Фёдор Венедиктович.
- Третий род, герба Новина, восходит к половине XVI в.; из этого рода был Луковский каштелян Яцек (Иакинф) Езерский, грамотой императора Франца II в 1801 г. возведённый в графское достоинство, и потомство его признано с этим титулом по Царству Польскому. Герб внесён в Часть 1 Гербовника дворянских родов Царства Польского, стр. 11.

У А. С. Пушкина есть незавершённая поэма «Езерский».